# Geeste
Geeste est une ville allemande de Basse-Saxe située dans l'arrondissement du Pays de l'Ems.

## Quartiers
| Quartiers de Geeste | 1. Bramhar 2. Dalum 3. Geeste 4. Groß Hesepe 5. Klein Hesepe 6. Osterbrock 7. Varloh |

## Économie
L'entreprise Klasmann-Deilmann a son siège à Geeste